# Dikasterij za nauk vere
Dikasterij za nauk vere (latinsko Dicasterium pro doctrina fidei) je dikasterij Rimske kurije, ustanovljen z apostolsko konstitucijo papeža Frančiška Praedicate Evangelium, objavljeno 19. marca 2022. Ta je stopila v veljavo 5. junija 2022, na binkošti. Dikasterij je nadomestil poprejšnjo Kongregacijo za verski nauk.

## Organiziranost
Papež Frančišek je že z motuproprijem »Fidem servare« 14. februarja 2022 spremenil notranjo strukturo tedanje Kongregacije za verski nauk tako, da ločuje odgovorne doktrinalnega in disciplinskega oddelka.
Dikasterij za nauk vere tako sedaj vključuje dva oddelka, doktrinalnega in disciplinskega; vsakega koordinira tajnik, ki pomaga prefektu na specifičnem področju svoje pristojnosti, ob sodelovanju podtajnika in ustreznih vodij uradov.

### Doktrinalni oddelek
Doktrinarni oddelek se preko Urada za nauk ukvarja z zadevami, ki so povezane s pospeševanjem in varovanjem vere in morale. Poleg tega podpira študije, ki so usmerjene v povečevanje razumevanja in posredovanja vere v službi evangelizacije, da bi postala merilo za razumevanje smisla bivanja, še zlasti ob vprašanjih, ki jih postavljata napredek znanosti in razvoj družbe.
Kar zadeva vero in moralo oddelek opravlja pregled dokumentov, ki jih morajo objaviti drugi dikasteriji Rimske kurije, kakor tudi spisov in mnenj, ki se zdijo problematični za pravo vero, da spodbuja dialog z njihovimi avtorji in predlaga ustrezna sredstva, ki jih je treba predložiti v skladu s pravili »Agendi ratio« in »Doctrinarum examine«. Oddelku je zaupana tudi naloga preučevanja vprašanj, ki so povezana z osebnimi ordinariati, ustanovljenimi po apostolski konstituciji »Anglicanorum Coetibus«.
V doktrinalni oddelek spada urad za zakonsko zvezo, ki je bil ustanovljen, da proučuje, kar je po zakonu in kaj je v resnici to, kar zadeva »privilegium fidei«.

### Disciplinski oddelek
Disciplinski oddelek preko disciplinskega urada obravnava kazniva dejanja, ki so pridržana dikasteriju in jih ta obravnava preko pristojnosti Vrhovnega apostolskega sodišča, ki je bilo tam ustanovljeno. Njegova naloga je pripraviti in izdelati postopke, ki jih predvidevajo kanonske norme, da dikasterij po svojih različnih instancah (prefekt, tajnik, pravnik, zbor, redna seja, kolegij za obravnavo pritožb) v zvezi z delicta graviora lahko pospešuje pravosodno izvajanje.
V ta namen oddelek spodbuja primerne formativne pobude, ki jih Kongregacija ponuja ordinarijem in pravnim delavcem, da bi pospeševali pravilno razumevanje in uporabo kanonskih predpisov, ki se nanašajo na njihovo področje pristojnosti.
Dikasterij za nauk vere ima arhiv za varovanje in pregledovanje dokumentov, ki upravlja tudi zgodovinske arhive starodavnih kongregacij Svetega oficija.
V apostolski konstituciji je papež Frančišek določil, da se vse pomembne odločitve Dikastrija za nauk vere razglasijo z objavo v L'Osservatore Romano, in se zatem objavijo še v uradnem komentarju Acta Apostolicae Sedis.

## Zgodovina
Predhodna Kongregacija za verski nauk je nastala po reformi Rimske kurije leta 1965, ko je nadomestila Sveti oficij.

## Prefekti
- kardinal Luis Francisco Ladaria Ferrer (od 5. junija 2022)